# Vicente Tomás Pires de Figueiredo Camargo
Vicente Tomás Pires de Figueiredo Camargo (c. 1799 — Recife, 21 de agosto de 1855) foi servidor público e político brasileiro.
Foi presidente das províncias de Alagoas, de 2 de setembro de 1833 a 14 de dezembro de 1834, do Maranhão, de 3 de março de 1838 a 3 de março de 1839 e de Pernambuco em três ocasiões.
Foi casado com Maria Teodora Soares Camargo, com quem teve filhos:
- Virgínia Cândida de Figueiredo Camargo (fal. antes de 1865), inupta;[2]
- Maria Isabel Camargo da Silva (Recife, 2 de fevereiro de 1836 — Recife, 30 de julho de 1921[1]), casada com o major Hipólito Machado Freire Pereira da Silva;
- Manuel Inocêncio Pires de Figueiredo Camargo (c. 1837 — Mombaça, 6 de abril de 1886[3]), magistrado, casado com Ana Zeferina Peixoto de Sousa Camargo, com descendência;
- Vicente Pires de Figueiredo Camargo Filho (c. 1838 — Recife 28 de maio de 1873[4]), militar, casado com Júlia Clementina Camargo, com descendência;
- Isabel Augusta Pires de Figueiredo Camargo (c. 1840 — Recife, 23 de abril de 1881[5]), inupta;
- Ermelinda Henriqueta Camargo Cavalcante (c. 1841 — Recife, 9 de outubro de 1880[6]), casada com Antônio Bezerra Cavalcante de Albuquerque.

Vicente Tomás, que foi cavaleiro e depois comendador da Imperial Ordem de Cristo, faleceu aos 55 anos, viúvo. E seus restos mortais foram inumados no Cemitério de Santo Amaro, em Recife.